# La Oreja de Van Gogh: Tour 2020
La Oreja de Van Gogh: Tour 2020 es la decimosegunda gira de la banda española La Oreja de Van Gogh. Fue anunciada el 27 de enero de 2020 a través de sus redes sociales en adelanto al lanzamiento de su próximo álbum de estudio que fue grabado durante el mes de enero del mismo año. Por motivo de pandemia de COVID-19 los conciertos en Estados Unidos fueron aplazados para el año 2021 con fechas a confirmar y España postergados para el año 2021.
La banda anunció el 18 de diciembre de 2020 que los primeros conciertos de la gira se llevarán a cabo en España durante el 2021.

## Lista de canciones
La siguiente lista de canciones es representativa del show del 14 de marzo de 2021 en Auditorio Kursaal:
1. Como un par de girasoles
2. Verano
3. El último vals
4. Te pareces tanto a mí
5. Durante un mirada
6. Muñeca de trapo
7. Deseos de cosas imposibles
8. Sirenas
9. Rosas
10. Doblar y Comprender
11. La playa
12. Puedes contar conmigo
13. La niña que llora en tus fiestas
14. Loa Loa
15. Jueves
16. El primer día del resto de mi vida
17. Abrázame
18. 20 de enero
19. Cometas por el cielo

## Fechas de la gira
| Fecha                | Ciudad        | País   | Recinto                          |
| -------------------- | ------------- | ------ | -------------------------------- |
| 13 de marzo de 2021  | San Sebastián | España | Auditorio Kursaal 1.ª función    |
| 13 de marzo de 2021  | San Sebastián | España | Auditorio Kursaal 2.ª función    |
| 14 de marzo de 2021  | San Sebastián | España | Auditorio Kursaal                |
| 19 de marzo de 2021  | Pamplona      | España | Auditorio Baluarte               |
| 20 de marzo de 2021  | Pamplona      | España | Auditorio Baluarte               |
| 17 de abril de 2021  | Bilbao        | España | Palacio Euskalduna 1.ª función   |
| 17 de abril de 2021  | Bilbao        | España | Palacio Euskalduna 2.ª función   |
| 1 de mayo de 2021    | Barcelona     | España | Sala BARTS 1.ª función           |
| 1 de mayo de 2021    | Barcelona     | España | Sala BARTS 2.ª función           |
| 4 de mayo de 2021    | Madrid        | España | Gran Teatro Bankia Príncipe Pío  |
| 5 de mayo de 2021    | Madrid        | España | Gran Teatro Bankia Príncipe Pío  |
| 6 de mayo de 2021    | Madrid        | España | Gran Teatro Bankia Príncipe Pío  |
| 9 de mayo de 2021    | Valencia      | España | Recinto Nits al Carme Marina Sur |
| 15 de mayo de 2021   | San Sebastián | España | Auditorio Kursaal 1.ª función    |
| 15 de mayo de 2021   | San Sebastián | España | Auditorio Kursaal 2.ª función    |
| 26 de junio de 2021  | Murcia        | España | Plaza de toros de La Condomina   |
| 12 de agosto de 2021 | Gerona        | España | Guíxols Arena                    |

## Fechas aplazadas
| Fecha                      | Ciudad                                       | País           | Recinto                 |
| -------------------------- | -------------------------------------------- | -------------- | ----------------------- |
| 17 de julio de 2020        | Tudela aplazado por COVID-19 a julio de 2021 | España         | Plaza de Toros          |
| 5 de agosto de 2020        | Vitoria Suspendido COVID-19                  | España         | Plaza de los Fueros     |
| 4 de septiembre de 2020    | Villarreal Suspendido COVID-19               | España         | Plaza de Llaurador      |
| Aplazado (pendiente fecha) | McAllen                                      | Estados Unidos | McAllen Performing Arts |
| Aplazado (pendiente fecha) | Phoenix                                      | Estados Unidos | The Van Buren           |
| Aplazado (pendiente fecha) | Silver Spring                                | Estados Unidos | The Fillmore            |
| Aplazado (pendiente fecha) | New York                                     | Estados Unidos | Stage 48                |
| Aplazado (pendiente fecha) | Los Ángeles                                  | Estados Unidos | Wiltern Theatre         |
| Aplazado (pendiente fecha) | Sacramento                                   | Estados Unidos | Ace of Spades           |
| Aplazado (pendiente fecha) | San Francisco                                | Estados Unidos | The Fillmore Auditorium |
| Aplazado (pendiente fecha) | San Diego                                    | Estados Unidos | House of Blues          |
| Aplazado (pendiente fecha) | Las Vegas                                    | Estados Unidos | House of Blues          |
| Aplazado (pendiente fecha) | Denver                                       | Estados Unidos | Summit Music Hall       |
| Aplazado (pendiente fecha) | Houston                                      | Estados Unidos | House of Blues          |
| Aplazado (pendiente fecha) | Dallas                                       | Estados Unidos | House of Blues          |
| Aplazado (pendiente fecha) | San Antonio                                  | Estados Unidos | Aztec Theatre           |
| Aplazado (pendiente fecha) | Atlanta                                      | Estados Unidos | Buckhead Theatre        |
| Aplazado (pendiente fecha) | Miami                                        | Estados Unidos | The Fillmore            |
| Aplazado (pendiente fecha) | Orlando                                      | Estados Unidos | House of Blues          |
| Aplazado (pendiente fecha) | Chicago                                      | Estados Unidos | House of Blues          |